# Ned Leeds
Edward "Ned" Leeds è un personaggio dei fumetti creato da Stan Lee (testi) e Steve Ditko (disegni) pubblicato dalla Marvel Comics. La sua prima apparizione avviene in The Amazing Spider-Man (vol. 1) n. 18 (novembre 1964).
Giornalista del Daily Bugle e marito di Betty Brant, Ned Leeds ha subito un lavaggio del cervello da parte di Hobgoblin venendo convinto di essere lui e infine ucciso in una sparatoria a Berlino mentre indossava il costume del supercriminale.

## Storia editoriale
Esordito su The Amazing Spider-Man n. 18 (novembre 1964) ad opera di Stan Lee e Steve Ditko, il personaggio diviene nel corso degli anni uno dei principali comprimari della testata finché non viene ucciso nello one shot Spider-Man Versus Wolverine, datato febbraio 1987 e scritto dall'allora redattore capo della Marvel Jim Owsley. La suddetta decisione è stata definita discutibile dal team creativo di The Amazing Spider-Man, Tom DeFalco, Ron Frenz e Peter David, in quanto Owsley non ha dato loro alcun preavviso delle sue intenzioni e, stando a Frenz: «Owsley ha lasciato che io e Tom [DeFalco] continuassimo coi nostri piani senza dirci in anticipo che stava per uccidere Ned. Fino a quando Spider-Man vs Wolverine è uscito non ci siamo consultati sul fatto che Ned Leeds sarebbe stato ucciso in quella storia. Non posso parlare del motivo per cui l'ha fatto, ma posso parlare del modo in cui lo ha fatto. Ha mantenuto un grande segreto fino a quando ci siamo sentiti fregati».

## Biografia del personaggio
Nato a South Huntington, New York, Ned Leeds diviene un giornalista investigativo presso il Daily Bugle, dove conosce Betty Brant, segretaria del direttore, che conforta quando il fratello viene ucciso da un gangster e con la quale inizia una relazione dopo la fine del rapporto tra lei e Peter Parker. Nonostante i due siano spesso distanti a causa dei molti reportage di Ned in Europa la loro relazione rimane stabile portandoli a fidanzarsi e, tempo dopo, a sposarsi.
Durante questo periodo Leeds viene promosso a redattore capo del Bugle e, in un'occasione, preso in ostaggio dallo Sciacallo per costringere l'Uomo Ragno ad affrontare il suo clone. Quando J. Jonah Jameson gli assegna l'incarico di investigare su Hobgoblin, Leeds riesce a seguirlo di nascosto dopo uno scontro con l'Uomo Ragno e a penetrare nel suo covo venendo tuttavia sorpreso dal supercriminale che gli fa un lavaggio del cervello convincendolo di essere lui per poi farlo agire in qualità di suo sostituto in vista dell'alleanza col boss criminale la Rosa (Richard Fisk), rivale di Kingpin, per iniziare una guerra tra bande ed assumere il controllo delle bische clandestine.
Nel frattempo il lavaggio del cervello lo rende sempre più violento e paranoico nei confronti dei colleghi e della moglie, che intraprende dunque una relazione con Flash Thompson. Nel frattempo la guerra tra la Rosa e Kingpin si conclude in favore di quest'ultimo e il vero Hobgoblin, temendo per la sua incolumità, decide di abbandonare il suo alleato e ritirarsi non prima però, di assicurarsi la sopravvivenza facendo emergere nel sottobosco criminale newyorkese notizie sulla "vera identità" di Ned Leeds che, dunque, nel corso di un servizio giornalistico a Berlino assieme a Peter Parker, viene trovato da un gruppo di sicari capeggiati dallo Straniero e ucciso.
Nonostante Jack Lanterna (Jason Macendale), mandante dell'omicidio, sottragga il costume dell'uomo per divenire il nuovo Hobgoblin così che Peter trovi il corpo dell'amico in abiti civili, successivamente lui e Betty vengono messi al corrente della cosa grazie a delle fotografie scattate dallo Straniero al momento dell'omicidio per il Kingpin.
Per anni ingiustamente creduto l'Hobgoblin originale da tutti, il suo nome viene ufficialmente ripulito dopo la cattura di Roderick Kingsley.

## Poteri e abilità
Ned Leeds è un brillante giornalista dotato di grandi capacità analitiche ed investigative che, dopo il lavaggio del cervello che lo convince di essere Hobgoblin, inizia ad allenarsi in maniera intensiva divenendo un grande esperto di combattimento corpo a corpo e utilizzando l'equipaggiamento che caratterizza il supercriminale inclusa la sua resistente tuta protettiva, l'aliante a forma di pipistrello, le bombe-zucca e un variegato arsenale di lame, fumogeni, shuriken a forma di pipistrello e cariche stordenti, tuttavia, non avendo assunto la Formula di Goblin, non possiede alcuna capacità sovrumana o rigenerativa.

## Altre versioni

### Spider-Man Loves Mary Jane
Nella serie Spider-Man Loves Mary Jane Ned Leeds è uno studente liceale con cui Mary Jane si frequenta fino a quando, dopo che gli rivela di ritenerlo il ragazzo giusto per lei, questi la lascia e torna dalla sua ex-ragazza Betty Brant.

### Ultimate
Nell'universo Ultimate Ned Leeds è un reporter alcolizzato del Daily Bugle che nutre una vicendevole antipatia per Betty Brant.

## Altri media

### Cinema

#### Lungometraggio
Per la promozione del film The Amazing Spider-Man 2 - Il potere di Electro (2014) è stato realizzato un finto sito web del Daily Bugle con un articolo scritto da Ned Leeds riguardante il processo a Curt Connors.

#### Marvel Cinematic Universe
La versione adolescenziale di Ned Leeds appare all'interno del Marvel Cinematic Universe, interpretato da Jacob Batalon. Il personaggio viene rappresentato come il migliore amico di Peter Parker.
- In Spider-Man: Homecoming (2017) Ned è il migliore amico di Peter Parker, scoprendo casualmente che lui è anche Spider-Man. Sebbene emozionato dalla doppia vita dell'amico e non capisca perché lo tenga segreto, decide di rispettare le sue volontà. Salva anche Peter durante il suo scontro con Shocker.[19]
- In Avengers: Infinity War (2018) ha un cameo dove distrae i compagni di classe affinché Parker possa uscire dal pullman senza essere visto. Come rivelato successivamente, Ned è stato una delle vittime dello schiocco di Thanos quando egli ha ottenuto le sei Gemme dell'infinito.
- In Avengers: Endgame (2019) Ned ritorna in vita grazie allo schiocco di Hulk. Alla fine del film, si vede infatti riunirsi con Peter a scuola mentre si abbracciano dalla gioia.
- In Spider-Man: Far from Home (2019) Ned parte insieme alla sua classe in vacanza estiva in Europa, dove inizia una relazione con la sua compagna Betty Brant, ma la vacanza viene guastata da Mysterio, che li mette in pericolo. Ma alla fine, Peter sconfigge il minaccioso illusionista e salva i suoi amici, tra cui Ned. Dopo essere ritornati a casa, Ned e Betty rivelano di aver deciso di lasciarsi.
- Batalon riprende il ruolo di Ned nel film Spider-Man: No Way Home (2021) dove alla fine del film dimentica Peter a causa dell'incantesimo del Dottor Strange, assieme con Michelle "MJ" Jones-Watson. Nel film si scopre che è capace di creare portali tramite lo slingring.
- Il personaggio ricomparirà nel film Spider-Man: Brand New Day (2026).

### Televisione
- Nella serie animata Spider-Man - L'Uomo Ragno, Ned Leeds compare in un ruolo marginale come reporter del Daily Bugle.
- Il personaggio, ribattezzato Ned Lee, compare nella serie animata The Spectacular Spider-Man in cui è un giornalista coreano-americano del Bugle ossessionato dallo scoprire la vera identità di Spider Man.

### Videogiochi
- In un livello di Spider-Man: Il regno delle ombre, per scoprire se Spider Man è controllato dal simbionte Wolverine gli chiede chi sia l'assassino che hanno seguito a Berlino e la risposta corretta che il giocatore deve dare è "Ned Leeds".